# 大神いずみ
大神 いずみ（おおがみ いずみ、本名:元木 いずみ（旧姓・大神）、1969年6月10日 - ）は、日本の女性フリーアナウンサー、タレント。所属事務所はケイダッシュ。

## 来歴・人物
福岡県福岡市博多区出身。福岡女学院高等学校、フェリス女学院大学文学部英米文学科卒業。
1992年にアナウンサーとして日本テレビに入社した。同期入社アナウンサーは野口敦史（現在は経営戦略局広報部）、平川健太郎、松本志のぶ。
当初からバラエティ番組を中心に担当し、『ウンナン世界征服宣言』では番組内でのウンナンCD対決にて内村光良プロデュース『今でも・・・今なら・・・』でCDデビューした（オリコン最高44位）。また、1994年に『頑張る!TV!!』で共に司会を務めていた田代まさしと「マーシー&いずみ」名義でデュエット曲『熱帯夜』をリリースしている。
『スーパージョッキー』の熱湯コマーシャルでは入浴を拒否した事から騒動に発展し、同番組を降板した。
1999年に退社し、フリーに転向した。キャスターや司会などのフリーアナウンサー業だけでなく、アニメ『犬夜叉』や特撮の『燃えろ!!ロボコン』に声優として参加した。声優デビューは日テレ時代に出演した金曜ロードショーの『リトル★ダイナマイツ ベイビー・トークTOO』で、日テレ時代の先輩である福澤朗と共演した。
2000年1月24日、当時読売ジャイアンツに選手として所属していた元木大介と結婚し、同年12月2日に結婚式・披露宴を執り行った。その模様はテレビで生中継され、仲人は当時巨人監督だった長嶋茂雄夫妻であった。2006年1月に第一子となる男児を出産し、2010年8月には41歳で第二子となる男児を出産した。
一時期よく動物の声を吹き替えするナレーターで『THE・サンデー』（日テレ）などに登場した。
薬物疑惑事件によりテレビ出演がなかった清原和博がメディア出演することが多くなったのは、大神のバックアップが大きいと言われている。
2010年代の後半以降になると激太りし、糖尿病と診断された。しかし、2021年にはライザップなどで10kgの減量に成功したという。

## エピソード
日本テレビの入社試験には、一度最終面接で落とされている。これで一時はアナウンサーを諦めかけていたが、日テレから欠員が出たという連絡があって、再び面接を受けることになった。この時の面接官はその前の最終面接の時と同じだったが、この場で「私はテレビが好きなんです。テレビを付けたらチャンネルを変えられないような人になりたい。一家に一台大神いずみ」とアピール。しかしこの時の面接官も全員「×」を付けたが、プロデューサーの土屋敏男が推したことにより、一転して入社が決まったという。
大神は「月刊茶の間」（宇治田原製茶場）に掲載された福岡県知事との対談の中で、（大神の）実兄を始めとした親族は福岡ソフトバンクホークスのファンが多く、加えて夫（元木）が前身のダイエー入りを辞退している事から、「夫婦で実家に帰省したときは肩身が狭い」と語っていた。

## 出演

### テレビ番組
日本テレビ時代
- あすの全国の天気（1992年頃？不明）
- ウンナン世界征服宣言（1992年10月2日-1995年3月31日、カウンターレディー）
- 頑張る!TV!!（1994年4月11日-9月12日、司会）
- スーパージョッキー（1994年10月-1997年6月、女性司会者）
- THE・サンデー（1996年4月-1999年3月、芸能コーナー）
- お笑いサバイバル（1996年頃、サブ司会）
- ものまねバトル☆CLUBやんちゃ（1997年10月-1999年3月）
- 進め!電波少年（「ユーラシア大陸ヒッチハイク」猿岩石の日記朗読）
- 進ぬ!電波少年（「電波少年的懸賞生活」なすびの日記朗読）

フリー後
- チャンスの殿堂!（1999年4月14日-9月22日、TBS系）
- スパスパ人間学!（1999年10月14日-2005年3月31日、ナレーター　TBS系）
- 素晴らしきドケチ家族（1999年4月-2000年3月　テレビ東京系）
- ビッグ・ウェンズデイ（1999年10月-2000年2月　毎日放送・TBS系）
- 美川屋本舗（2004年10月-2005年3月　テレビ東京系）
- ネプリーグ　(フジテレビ)
- ドライブ A GO!GO!（2009年4月19日 - 2010年7月、ナレーター　テレビ東京系）
- くりぃむクイズ ミラクル9（テレビ朝日）- 不定期出演
- ノンストップ!（2014年4月-　フジテレビ）

### ラジオ
- 佐川急便 COUNTDOWN DRIVE（TOKYO FM）

### テレビドラマ
- ムーンスパイラル 第1話（1996年、日本テレビ） - レポーター役
- 燃えろ!!ロボコン（1999年 - 2000年、テレビ朝日） - ロボプル（声）、アナウンサー（第42話） 役
- 無理な恋愛 第11話（2008年6月17日、関西テレビ）

### 映画
- 山田ババアに花束を（1990年） - ミカ役 ※フジ入社前
- ガメラ 大怪獣空中決戦（1995年） - 現場レポーター役
- さすらいのトラブルバスター（1996年）

### テレビアニメ
- ズッコケ三人組 楠屋敷のグルグル様（1995年、レポーター）
- BOYS BE…（2000年、女性司会者）
- 犬夜叉（2001年 - 2009年、神楽[7][8]、姫〈大蟷螂〉） - 2シリーズ[一覧 1]

### 劇場アニメ
- 犬夜叉 鏡の中の夢幻城（2002年） - 神楽役[9]

### 吹き替え
- 金曜ロードショー『リトル★ダイナマイツ/ベイビー・トークTOO』（1994年5月27日）（赤ちゃんの声）

### ゲーム
- 犬夜叉（2001年 - 2005年、神楽） - 5作品[一覧 2]

## 書籍
- 大神いずみ 『すごいよバナナ』 主婦と生活社、2003年、ISBN 978-4391128222。

### シリーズ一覧
1. ↑  第1期（2001年 - 2004年）、第2期『完結編』（2009年）
2. ↑  『犬夜叉』（2001年）、『戦国お伽合戦』（2002年）、『奈落の罠！迷いの森の招待状』（2003年）『呪詛の仮面』（2004年）、『奥義乱舞』（2005年）